# بين آرثر
بين آرثر (بالإنجليزية: Ben Arthur)‏ هو مغن مؤلف أمريكي، ولد في 20 مايو 1973.

## وصلات خارجية
- بين آرثر على موقع ميوزك برينز (الإنجليزية)
- بين آرثر على موقع ديسكوغز (الإنجليزية)